# Ines Geißler
Ines Geißler (n. 16 februarie 1963, Marienberg, Republica Democrată Germană, Germania) este o înotătoare ce a reprezentat Republica Democrată Germană, medaliată olimpică. A participat la o ediție a Jocurilor Olimpice (1980) în care a câștigat o medalie de aur.